# Platja de Santa Eulària
La platja de Santa Eulària és una platja urbana del municipi de Santa Eulària des Riu a l'illa d'Eivissa.

## Característiques
Està recorreguda per un passeig marítim situat a tres metres sobre el nivell de la mar i que recorre tota l'extensió de la platja. És un dels atractius turístics de Santa Eulària més destacats. Té una longitud de 300 m aproximadament i una amplària de 40 a 3 m. L'arena és fina de color clar aportades per bancs submarins. És una platja plena de vida, hi ha musclos, peixos, anemones, gavines, cormorans… 
Té una escola de busseig, moltes zones d'oci, restaurants de bona qualitat, es poden llogar velomars, hamaques, parasols, escola i lloguer de vela…
Hi ha aparcament suficient.

## Com arribar-hi
S'agafa des d'Eivissa la carretera c-733 i després la desviació cap a Santa Eulària. Una vegada dintre el nucli urbà, troben la platja al final del passeig de s'Alamera.